# Skouterá
Skouterá (Skoutera) är en ort i Grekland.   Den ligger i prefekturen Nomós Aitolías kai Akarnanías och regionen Västra Grekland, i den centrala delen av landet, 210 km väster om huvudstaden Aten. Skouterá ligger 314 meter över havet och antalet invånare är 201.
Terrängen runt Skouterá är kuperad åt sydväst, men åt nordost är den bergig.Runt Skouterá är det ganska glesbefolkat, med 31 invånare per kvadratkilometer. Närmaste större samhälle är Agrínio, 9,1 km sydväst om Skouterá. I omgivningarna runt Skouterá växer i huvudsak blandskog.